# 메이플스토리M
메이플스토리M은 넥슨과 NSC가 개발하고, 넥슨에서 서비스하는 모바일 게임으로, 2016년 10월 13일에 출시되었다. 온라인 게임 《메이플스토리》의 세계관을 계승한 횡스크롤 형식의 모바일 MMORPG이다.

## 메이플스토리와의 관계
메이플스토리(이하 본가)와 메이플스토리M 사이의 연계 요소로는 유니온 공격대원 효과와 마일리지가 있다. 본가 메이플과는 설정이 같은 것도 있으나, 다른 것도 일부 있다.

### 유니온 공격대원
메이플스토리M 캐릭터의 레벨에 따라 메이플스토리의 유니온 시스템에 추가 효과를 받는다.

### 마일리지
메이플스토리m에서 일정한 일일 온라인 과제를 해결하면 메이플스토리의 캐시샵에서 사용 가능한 마일리지를 받을 수 있다.

## 서버
- 스카니아
- 루나
- 제니스
- 크로아
- 유니온
- 엘리시움
- 아케인

## 콘텐츠
- 엘리트 던전
- 미니 던전
- 보스 원정대
- 스타포스 필드
- 이볼빙 시스템
- 탕윤의 요리교실
- 요일 던전
- 장
- 몬스터 사냥단
- 파티 던전
- 몬스터 카니발
- 싸워라! 전설의 귀환
- 커닝 M 타워
- 디멘션 인베이드
- 이야기 탐험대
- 길드

## 지역
메이플스토리의 세계 문서 참고

## 같이 보기
- 메이플스토리
- 메이플스토리 2
- 메이플스토리 DS